# آندریاس آلفولدی
آندریاس آلفولدی (انگلیسی: Andreas Alföldi; ۲۷ august ۱۸۹۵ – ۱۲ فوریه ۱۹۸۱ (۸۵ ساله)) دانشمند در زمینه تاریخ اهل مجارستان بود.
وی همچنین برندهٔ جوایزی همچون نشان اتریش برای علم و هنر شده‌است.